# Droga I/18 (Słowacja)
Droga krajowa nr 18 (słow. cesta I. triedy 18, I/18) – droga krajowa I kategorii na Słowacji biegnąca od przejścia granicznego z Czechami w Makovie przez Żylinę, Martin, Poprad i Preszów do skrzyżowania z drogą krajową nr 19 w Michalovcach. Ma 353,75 km długości dzięki czemu jest drugą najdłuższą drogą krajową na Słowacji. Przechodzi przez trzy kraje: żyliński, preszowski i koszycki. Odcinek między Bytčą a Preszowem ma być docelowo alternatywną drogą do autostrady D1. Na większej długości jest to droga międzynarodowa. Ma wspólny bieg z pięcioma trasami europejskimi: od granicy do Bytčy jest fragmentem trasy europejskiej E442, od Żyliny do Preszowa E50 (na zmianę z autostradą D1). Ponadto w Żylinie na długości 3 km biegnie nią E75, a w Rużomberku na dwukrotnie krótszym odcinku E77. Natomiast od Preszowa do wsi Lipníky ma wspólny bieg z E371. Trasa biegnie głównie terenem górzystym. Największymi masywami górskimi, które przecina są Jaworniki i Branisko. Tam też droga jest najbardziej kręta i stroma. Od Bytčy do Kráľovej Lehoty wzdłuż trasy płynie rzeka Wag (w przeciwną stronę).

## Ważniejsze miejscowości leżące na trasie I/18
- Bytča
- Żylina
- Vrútky
- Martin
- Rużomberk
- Liptowski Mikułasz
- Liptowski Gródek
- Świt
- Poprad
- Lewocza
- Preszów
- Vranov nad Topľou
- Strážske
- Michalovce